# Dresdner Kleinwort
Dresdner Kleinwort (DKIB) was de merknaam die Dresdner Bank gebruikte voor haar investment banking voor de overname door Commerzbank in 2009. Van 1995 tot 2001 opereerde de investmentbank onder de naam Dresdner Kleinwort Benson (DKB). Na de overname door Allianz in 2001 opereerde de bank onder de naam Dresdner Kleinwort Wasserstein (DrKW) en van 2014 tot 2016, nadat Allianz de bank weer verkocht had, onder de naam BHF Kleinwort Benson Group.
Met hoofdkantoren in Londen en Frankfurt am Main en filialen in belangrijke internationale financiële centra zoals New York, Parijs, Tokio, Singapore en Shanghai was Dresdner Kleinwort in zestien landen vertegenwoordigd. Er waren wereldwijd ongeveer zesduizend medewerkers werkzaam. Dresdner Kleinwort is in Nederland onder andere bekend omdat koningin Máxima der Nederlanden er heeft gewerkt voordat ze zich in Nederland vestigde. Ze was vicepresident van de afdeling Opkomende Markten van maart 1998 tot juli 1999.

## Koop door Commerzbank
De merknaam Dresdner Kleinwort verdween in januari 2009 toen Allianz AG Dresdner Bank AG verkocht aan Commerzbank AG. De nieuwe eigenaar besloot de afdeling Investment banking van Dresdner Bank te reorganiseren. Het doel van de reorganisatie was om de focus te verleggen naar de zakelijke dienstverlening in Duitsland en naar institutionele klanten.
In opdracht van de nieuwe directie moesten de dochterondernemingen van Dresdner Kleinwort in Japan en Brazilië dicht of verkocht worden. In de eerste helft van 2009 trok de bank zich zoveel mogelijk terug uit alle makelaarsactiviteiten in het Verenigd Koninkrijk. Eind 2009 was de integratie van de overige bedrijfsonderdelen in de afdeling Corporates & Markets van Commerzbank afgerond.
Dresdner Kleinwort was vanaf 2006 sponsor van een Duits triatlonteam met onder anderen Normann Stadler (“The Norminator”), de tweevoudig winnaar van de Ironman Triathlon World Championship in Hawaï. Vanaf 2007 was Dresdner Kleinwort ook sponsor van de marathon in Frankfurt. Commerzbank ging tot 2011 door met de sponsoring.

## Geschiedenis
- In 1995 kocht Dresdner Bank de reeds lang bestaande Britse investmentbank Kleinwort Benson, die altijd al een uitstekende marktpositie had in de City of London. De bank ging verder onder de naam Dresdner Kleinwort Benson.
- Op 4 januari 2001 fuseerde Dresdner Kleinwort Benson met de Amerikaanse investeringsbank Wasserstein Perella tot Dresdner Kleinwort Wasserstein. De fusie met de Amerikaanse investeringsbank Wasserstein Perella (van Bruce Wasserstein) zorgde voor een betere positie in het internationale bedrijfsleven.
- Op 23 juli 2001 nam Allianz Dresdner Bank samen met Dresdner Kleinwort Wasserstein over. Na meningsverschillen met de raad van bestuur van Allianz verliet de oprichter van Wasserstein Perella, Bruce Wasserstein, op 16 november 2001 de bank. Hij werd CEO van de concurrent Lazard.
- Op 24 november 2005 besloot de raad van commissarissen om de investeringsbank samen te voegen met de afdeling voor zakelijke klanten tot de afdeling Corporate & Investment Banking.
- In het voorjaar van 2006 besloot de raad van bestuur om de naam van de investment banking-activiteiten per 29 juni 2006 te wijzigen in Dresdner Kleinwort.
- Vanwege de aanhoudende grote verliezen van Dresdner Bank, die voornamelijk werden toegeschreven aan de bedrijfsactiviteiten van Dresdner Kleinwort, verkocht Allianz Dresdner Bank, inclusief Dresdner Kleinwort, in 2008 aan concurrent Commerzbank.
- In 2009 reorganiseerde de nieuwe eigenaar Commerzbank de investment banking-activiteiten van Dresdner Kleinwort.
- Per 1 september 2009 was de integratie van de Dresdner Kleinwort in de afdeling Corporates & Markets van Commerzbank voltooid en verdween de naam Dresdner Kleinwort.
- Mede onder druk van de mededingingsautoriteit van de Europese Unie droeg Commerzbank eind 2009 een deel van de voormalige Dresdner Kleinwort over aan de financiële investeerder RHJ International. Het onderdeel dat verkocht werd, was de Britse bank Kleinwort Benson, dat gespecialiseerd was in vermogende particulieren.
- In 2014 kocht de BHF-Bank Kleinwort Benson en ging verder onder de naam BHF Kleinwort Benson Group.
- In 2016 werd het bedrijf overgenomen door Oddo et Cie. en hernoemd tot Oddo BHF AG. De naam Kleinwort Benson verdween daarmee definitief.